# Viktorivka, Iemilciîne
Viktorivka (în ucraineană Вікторівка) este un sat în comuna Zelenîțea din raionul Iemilciîne, regiunea Jîtomîr, Ucraina.

## Demografie
Componența lingvistică a localității Viktorivka
     Ucraineană (100%)
Conform recensământului din 2001, toată populația localității Viktorivka era vorbitoare de ucraineană (100%).